# دانیله اسپنسر (خواننده استرالیایی)
دانیله اسپنسر (انگلیسی: Danielle Spencer؛ زادهٔ ۱۶ مهٔ ۱۹۶۹) یک هنرپیشه، و خواننده اهل استرالیا است.